# Anstalt für Irre und Epileptische

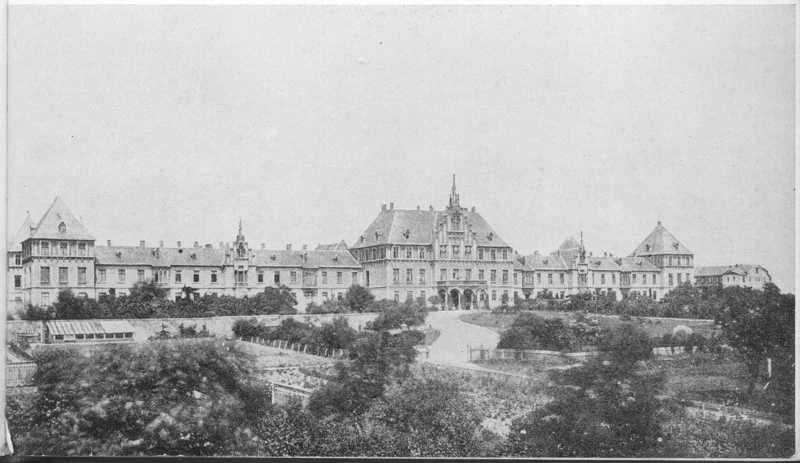
Das „Irrenschloss“ 1864

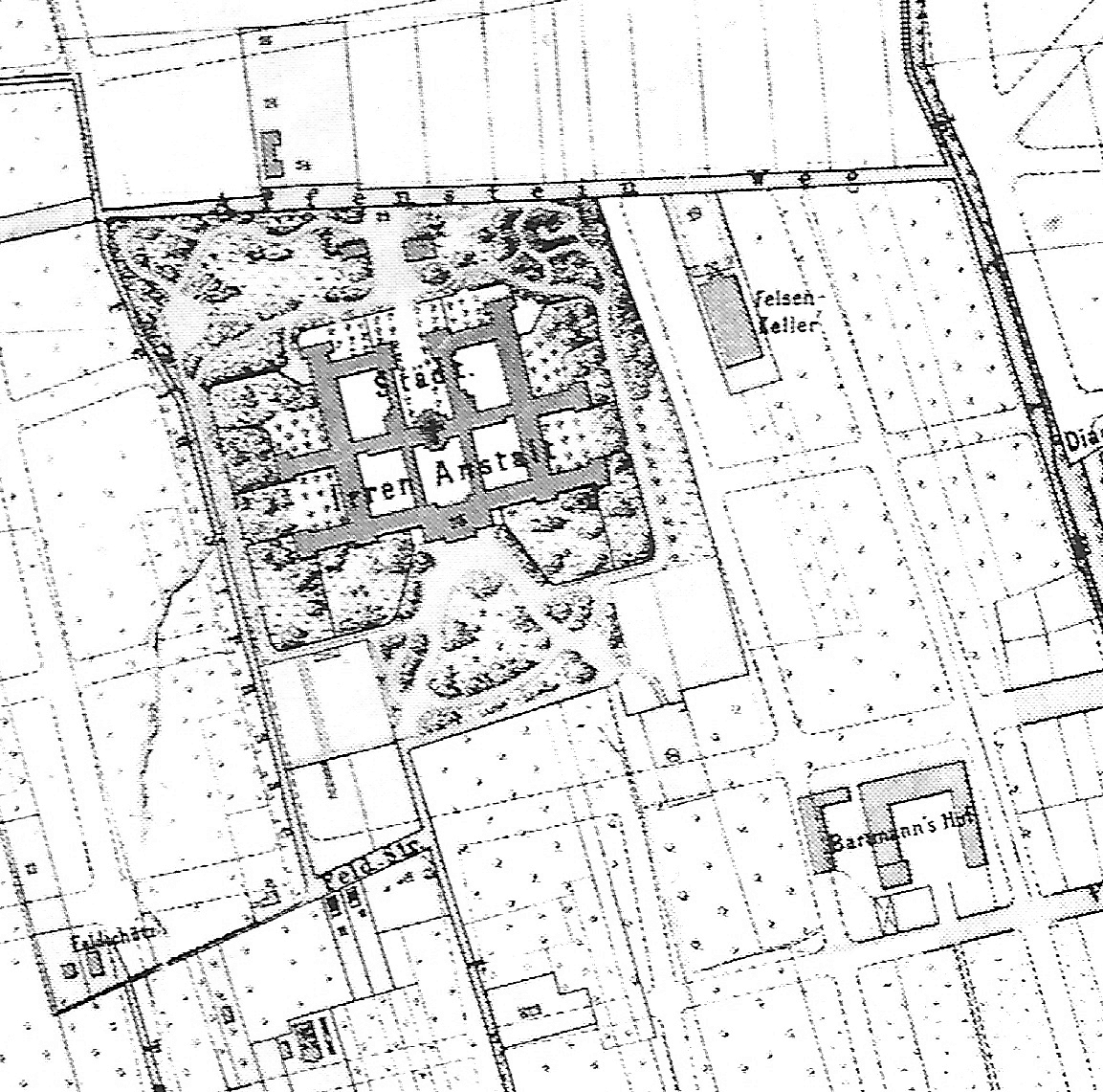
Lageplan aus dem Jahr 1887

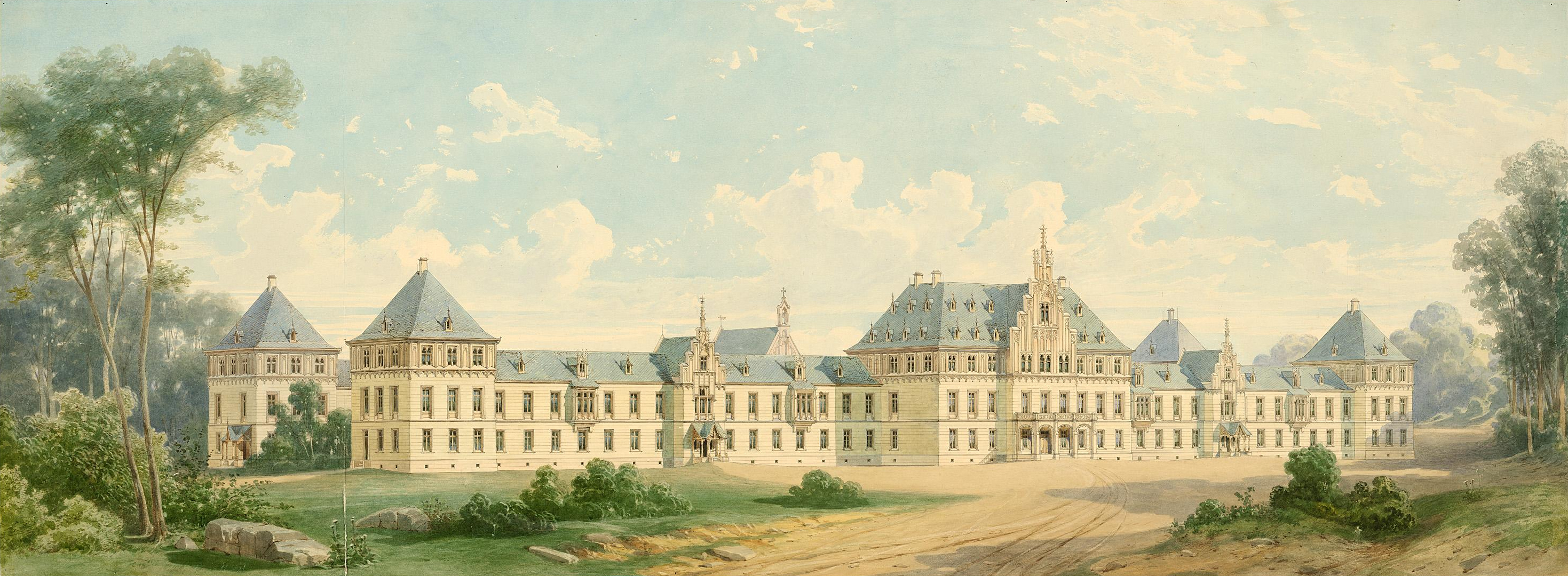
Ansicht der Irrenanstalt von Südwesten. Architekt: Oskar Pichler

Die Anstalt für Irre und Epileptische in Frankfurt am Main, im Volksmund Irrenschloss genannt, war eine städtische psychiatrische Klinik, die auf Initiative des Psychiaters und Struwwelpeter-Autors Heinrich Hoffmann (Direktor von 1851 bis 1888) entstanden war. Diese für die damalige Zeit moderne psychiatrische Anstalt wurde 1859 bis 1864 „draußen am Rande der Stadt“ auf dem Gelände des Affensteiner Feldes im damals noch nahezu unbebauten Westend errichtet. Unter Hoffmanns Nachfolger Emil Sioli entdeckte Professor Alois Alzheimer hier 1901 die Alzheimersche Krankheit (Morbus Alzheimer).

## Vorgeschichte
Die Zustände in der alten, in der Innenstadt gelegenen, Anstalt für Irre und Epileptische schockierten Hoffmann derart, dass er 1851 den Plan fasste, diesen Neubau ins Leben zu rufen. Eine Sammlung unter Frankfurter Bürgern brachte es zu einem Anfangskapital von 46.000 Gulden. Durch eine testamentarische Verfügung des Freiherrn von Wiesenhütten in Höhe von 100.000 Gulden und zusätzliche Kredite erhöhte sich das Kapital auf insgesamt 380.000 Gulden. Hierfür wurden 30 Morgen Land für Gebäude, Gärten, Gemüsezucht und Feldbau am Frankfurter Affenstein gekauft. An der Ausschreibung des Neubaus nahmen vier Architekten teil. Oskar Pichler, dessen Frau an einem Nervenleiden erkrankt war, erhielt den Auftrag, da Pichler sich am getreuesten an Hoffmanns Pläne gehalten hatte. Mit ihm zusammen unternahm Hoffmann 1856 zahlreiche Belehrungsreisen zu anderen Anstalten in Illenau (Baden), Eichberg (Rheingau), Österreich, Holland, Belgien, Frankreich und England.

## Bau
Der Bau konnte 1859 beginnen: Da die Hammelwiese am Affenstein damals noch nicht an die städtische Wasserversorgung angeschlossen war, wurde zunächst ein Brunnen gegraben und von diesem die Grundmauerlinie der weiteren Bauteile abgesteckt. Bei der Planung der Größe der Zimmer, der „Tob“-Zellen, Bäder, Werkstätten und Wirtschaftsgebäude hatte Hoffmann freie Hand. Der äußere Baustil wurde durch die republikanische Stadtverwaltung festgelegt: Man wollte den „Deutschen Stil“ (also Gotik), was die Frankfurter Bevölkerung spöttisch mit dem Namen „Irrenschloss“ quittierte.
Im Inneren wurden moderne Wasserclosetts eingebaut, eine Dampfmaschine pumpte das Grundwasser vom Keller aus in hölzerne Reservoirs im Dachgeschoss. Neu waren auch die Höfe für die unterschiedlichen Bereiche, jeweils nach Geschlecht und Krankheitsbild unterschieden. Fenster ohne Gitter und ungetrennte Korridore waren für die damalige Zeit nahezu revolutionäre Neuheiten im Anstaltsbau.
Die Anstalt wurde 1864 fertiggestellt. Vor der feierlichen Eröffnung der Anstalt gab es zunächst „Tage der offenen Türe“, Hoffmann lebte mit seiner Familie und seinen Kranken unter einem Dach. Eines seiner Leitbilder für die therapeutische Arbeit war: „Es muß vor allem so sein, daß der Eintritt des Arztes in eine Abteilung etwas vom Sonnenaufgang an sich habe.“

## Abriss

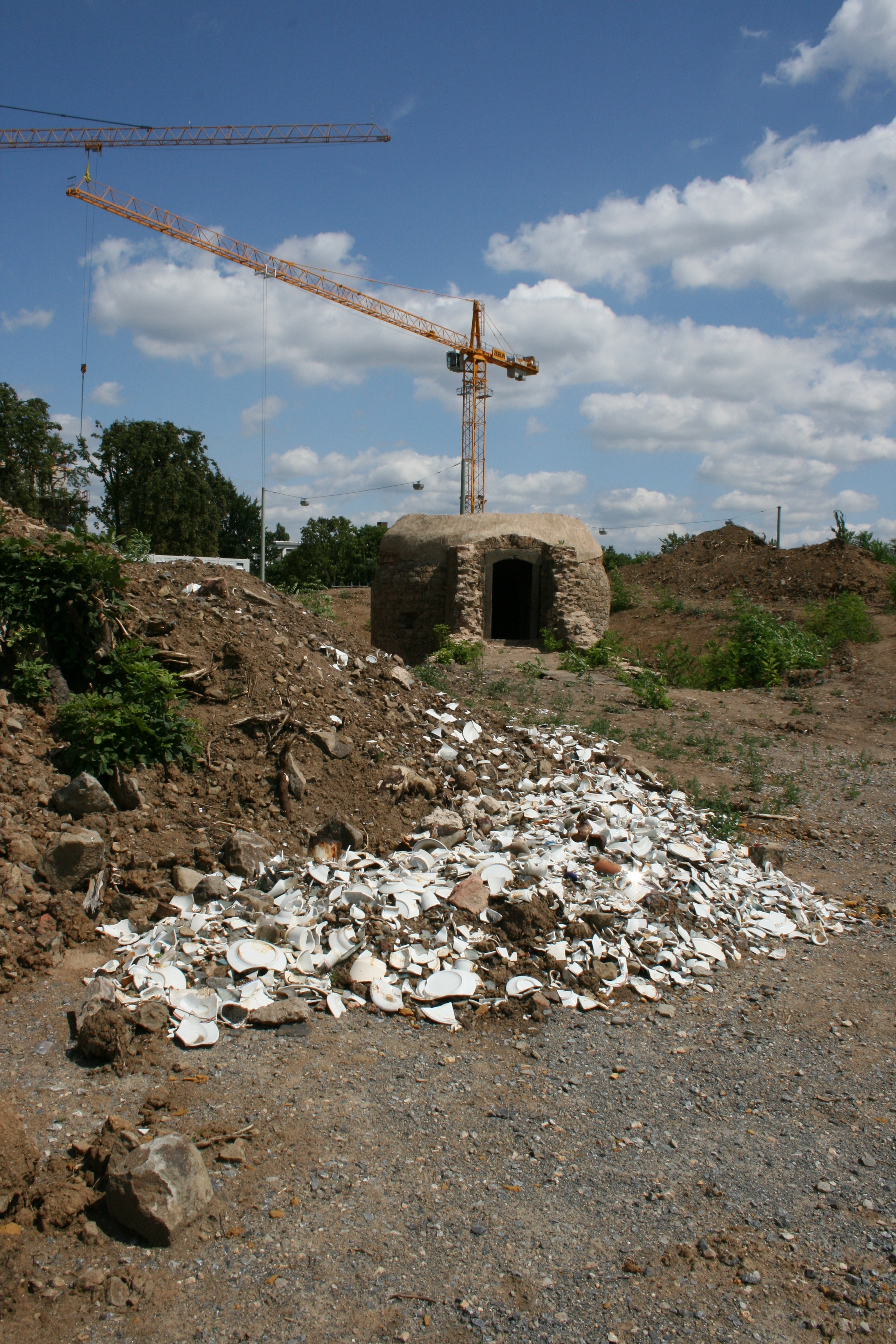
Scherbenhaufen 2008

Als das Gebäude den technischen Anforderungen nicht mehr genügte und auch die Kliniken in Köppern und Weilmünster nicht mehr ausreichten, wurde es 1928 abgerissen und die Städtische und Universitätsklinik für Gemüts- und Nervenkranke, wie sie damals hieß, nach Niederrad in die 1914 gegründete Stiftungsuniversität verlegt. Hier entstand in den Jahren 1929 bis 1931 nach Konzepten von Karl Kleist unter den Architekten Ernst May und Martin Elsaesser ein Neubau der Psychiatrischen Klinik im Bauhaus-Stil, in dem sich noch heute die Klinik für Psychiatrie, Psychosomatik und Psychotherapie der Universitätsklinik befindet.
Auf dem freigewordenen Gelände wurde der Verwaltungsbau der I.G. Farbenindustrie AG, das I.G.-Farben-Haus errichtet, das nach 1945 zum Hauptquartier der US-Streitkräfte wurde und nach dem Abzug der Amerikaner an die Goethe-Universität übergeben wurde.
Im Zuge der Bauarbeiten für den neuen Campus Westend wurde im Mai 2008 im nördlichen Teil an der Grenze zum Affensteiner Weg (heute Lübecker Straße) ein turmartiges Bauwerk freigelegt, welches im Situationsplan des Architekten Oskar Pichler als „Eisgrube“ bezeichnet ist. Das Bauwerk wurde von der städtischen Irrenanstalt bis zu deren Abriss genutzt, was Anstalts-Geschirrscherben belegen, die im Inneren des Turmes verborgen lagen. Die Untersuchung der Denkmalpflege ergab, dass der Turm zur spätgotischen Stadtbefestigung gehören soll, danach zur Windmühle umgebaut wurde und später als Eiskeller der Irrenanstalt benutzt wurde. Diese Einschätzung wird von den Archäologen der Universität Frankfurt ausdrücklich bezweifelt. Teile des Bauwerks wurden konserviert und in den Neubau der gesellschafts- und erziehungswissenschaftlichen Bibliothek integriert.